# Martin Vantruba
Martin Vantruba (* 7. února 1998, Trnava, Slovensko) je slovenský fotbalový brankář, hráč klubu Spartak Trnava.

## Klubová kariéra
Do prvoligového týmu Spartaku Trnava se dostal v létě 2016. V nejvyšší slovenské lize debutoval 27. července 2017 proti Podbrezové (výhra 2:1). Podzimní část sezóny 2017/18 se mu vydařila, v 18 zápasech vychytal 8 čistých kont. Spartak se i díky němu držel na vedoucí příčce slovenské ligy.
V lednu 2018 podepsal smlouvu do června 2022 se Slavií Praha, která ho ponechala do léta téhož roku na hostování ve Spartaku Trnava.
Od 7. ledna 2019 do 30. června 2019 hostoval za FK Železiarne Podbrezová, klub ale poté sestoupil do druhé ligy a Vantruba jej opustil, od 19. července do 31. prosince téhož roku hostoval v klubu FK Pohronie, od 17. ledna do 30. června 2020 pak hrál jako hostující v 1. FK Příbram. Od 18. srpna 2020 pak chytal za FC Nordsjælland, kde hostoval do 30. června 2021.
Dne 3. července 2021 přestoupil do FC DAC 1904 Dunajská Streda, nicméně v sezóně 2021/2022 hostoval v druholigovém Šamoríně. 1. července 2022 se pak vrátil do Spartaku Trnava.

## Reprezentační kariéra
Vantruba byl členem slovenských mládežnických reprezentací U16, U18, U19, U20 a U21.